# サンヨネ
株式会社サンヨネは、愛知県の豊橋市を中心に東三河地方にスーパーマーケット「サンヨネ」を展開している株式会社である。
海産物問屋から創業したため、創業時より生産者やメーカーとの産地直接取引を強みにしており、始業の卸売り業から小売業であるスーパーマーケット事業へと参入し、2025（令和7年）4月現在で豊橋市、豊川市、蒲郡市に計5店舗を展開している。
社是として「ステキな会社を作りましょう」、企業理念として「良識ある食品をできるかぎりお値打ちに」を掲げ、その実現を目標としている。
元来、折込チラシでなく対面での接客によって集客を行うこと、直接取引などで日々お値打ちな価格で商売をすることを基本としており、スーパーマーケット業界でも初期の頃よりエブリデーロープライスを徹底している。
「ボーナス預金制度」という独自の賞与還元制度があり、これは「粗利益の半分を従業員に還元する」という内容で、全国的にもかなり珍しい制度となっている。

## 概要
東三河地域では、独自の安全安心規準をクリアしたプライベートブランド（PB）商品である「ハートマーク商品」の販売と、生鮮食材の鮮度感や対面での接客、オリジナルな惣菜商品やグロサリーや日配商品の品揃えの豊富さなどで、連日多くのの買い物客の来店でにぎわっている。
売場担当者が販売や売場づくり、仕入れ交渉なども本部から権限が委譲されている現場手動型であり、かつ個店主義の店舗運営を行っている。
独自のプリペイドカードである「よねかカード」を事前にチャージしておき会計時によねかカードを使用して支払いをすることで、毎月1日は全店で買い物金額が5％オフとなるイベントを開催している。
コロナ禍以前の2019年4月から、会員向けサービスである「宅配サービス」を開始し、蒲郡店、高師店、豊川店の3店舗でサービスが継続されている。時代背景とも相まっていずれの店舗でも人気を博しており、現在も宅配配送の対象エリアを拡大している。

## 店舗

### 現在営業中の店舗
- 魚町本店（豊橋市 魚町）
- 東店（豊橋市 仲ノ町）
- 高師店（豊橋市 上野町）
- 下地センター（豊橋市 下地町）
- 豊川店（豊川市 金塚町）
- 蒲郡店（蒲郡市 八百富町）

### かつてあった店舗
- 弥生店（豊橋市 弥生町）
- 下五井店（豊橋市 下五井町）
- みゆき店（豊橋市 東幸町）

## 沿革
- 1892年（明治25年） - 三浦米三郎（初代）が現在の豊橋市魚町で商売を始める。
- 1921年（大正10年） - 海産物問屋を開業。
- 1934年（昭和09年） - 合資会社 三米本店を設立する。
- 1937年（昭和12年） - 本店に大型冷蔵設備を建設。この頃から全国の産地直接取引を強化する。
- 1945年（昭和20年） - 空襲により店舗一部損壊。終戦後商売を再開し、小売業をはじめる。
- 1970年（昭和45年）  5月 - 卸部門を豊橋魚市場前に移転、魚町本店を食品スーパーに改装。
- 1973年（昭和48年）  2月 - 株式会社サンヨネ設立。小売部門初の店舗の弥生店を開店する。
- 1975年（昭和50年）  4月 - 東店開店。
- 1978年（昭和53年）  8月 - 豊川店開店。
- 1984年（昭和59年）  5月 - みゆき店開店。
- 1995年（平成07年）  1月 - 高師店開店。
- 1996年（平成08年）  4月 - 弥生店閉店。
- 2001年（平成13年）10月 - サンヨネ社員持ち株会が発足する。
- 2001年（平成13年）10月 - 全国的に珍しいサンヨネ独自の賞与制度である「ボーナス預金制度」が始まる。（粗利益の半分を従業員に還元する制度）
- 2004年（平成16年）10月 - 蒲郡店開店。
- 2011年（平成23年）  3月 - 魚町本店リニューアル開店。
- 2012年（平成24年）10月 - みゆき店閉店。
- 2015年（平成27年）  5月 - 高師店改装。
- 2016年（平成28年）  9月 - 豊川店改装。
- 2019年（平成31年）  4月 - 蒲郡店で宅配サービスを開始する。
- 2020年（令和2年）  10月 - 全店で独自のプリペイドカード「よねかカード」の使用を開始。
- 2020年（令和2年）  11月 - 高師店で宅配サービスを開始する。
- 2021年（令和3年）    9月 - 豊川店で宅配サービスを開始する。
- 2022年（令和4年）  10月 - 本社を現在地に移転する。
- 2023年（令和5年）  10月 - 宅配便を利用した遠方宅配サービスを開始する。

## その他
- サンヨネの経営方針の特徴として、開店当初より折り込みチラシを発行していない。
- ポイントカード制度は実施していない[1]。
- 当主は代々「米三郎」を襲名しており、現在は3代目（株式会社三米本店会長）である。